# Kopfschuss
Kopfschuss (en español: "disparo a la cabeza") es el segundo álbum de la banda alemana Megaherz.
La canción que abre el disco, «Liebestöter», se transformó en una de las más reconocidas del grupo, otorgándoles fama más allá de las fronteras de su tierra natal. En el disco se incluye un cover del éxito de Falco, «Rock Me Amadeus». Así como también seguía la tradición de basar la temática de sus canciones en cuentos infantiles. Tal es el caso de «Rappunzel», como alusión al cuento del mismo nombre. La canción «Freiflug» se convirtió en uno de los mayores éxitos de la banda e incluía parte de la letra de «Spring in die Schlucht», del disco Herzwerk.
El disco fue relanzado en 2005 en Estados Unidos, bajo el título de II (o Zwei II Two). La portada del disco fue modificada, eliminando la pistola de la mano del payaso, con lo que da el efecto visual de estar realizando un saludo de puño.

## Lista de canciones
| N.º | Título                            | Traducción          | Duración |  |
| 1.  | «Liebestöter»                     | Mata pasiones       | 4:51     |  |
| 2.  | «Kopfschuss»                      | Disparo a la cabeza | 4:19     |  |
| 3.  | «Herz aus Stein»                  | Corazón de piedra   | 4:04     |  |
| 4.  | «Miststück»                       | Perra               | 3:29     |  |
| 5.  | «Burn»                            | Quemar              | 1:37     |  |
| 6.  | «Rappunzel»                       | Rapunzel            | 3:57     |  |
| 7.  | «Blender»                         | Fraude              | 4:19     |  |
| 8.  | «Jordan»                          | Jordán              | 3:38     |  |
| 9.  | «Freiflug»                        | Vuelo libre         | 4:58     |  |
| 10. | «Mein Sünde»                      | Mi pecado           | 3:37     |  |
| 11. | «Teufel»                          | Diablo              | 5:00     |  |
| 12. | «Schizophren»                     | Esquizofrénico      | 3:33     |  |
| 13. | «Rock Me Amadeus»                 | Rockéame Amadeus    | 3:25     |  |
| 14. | «Liebestöter (Rock-Club Version)» |                     | 4:36     |  |